# Alcool à brûler

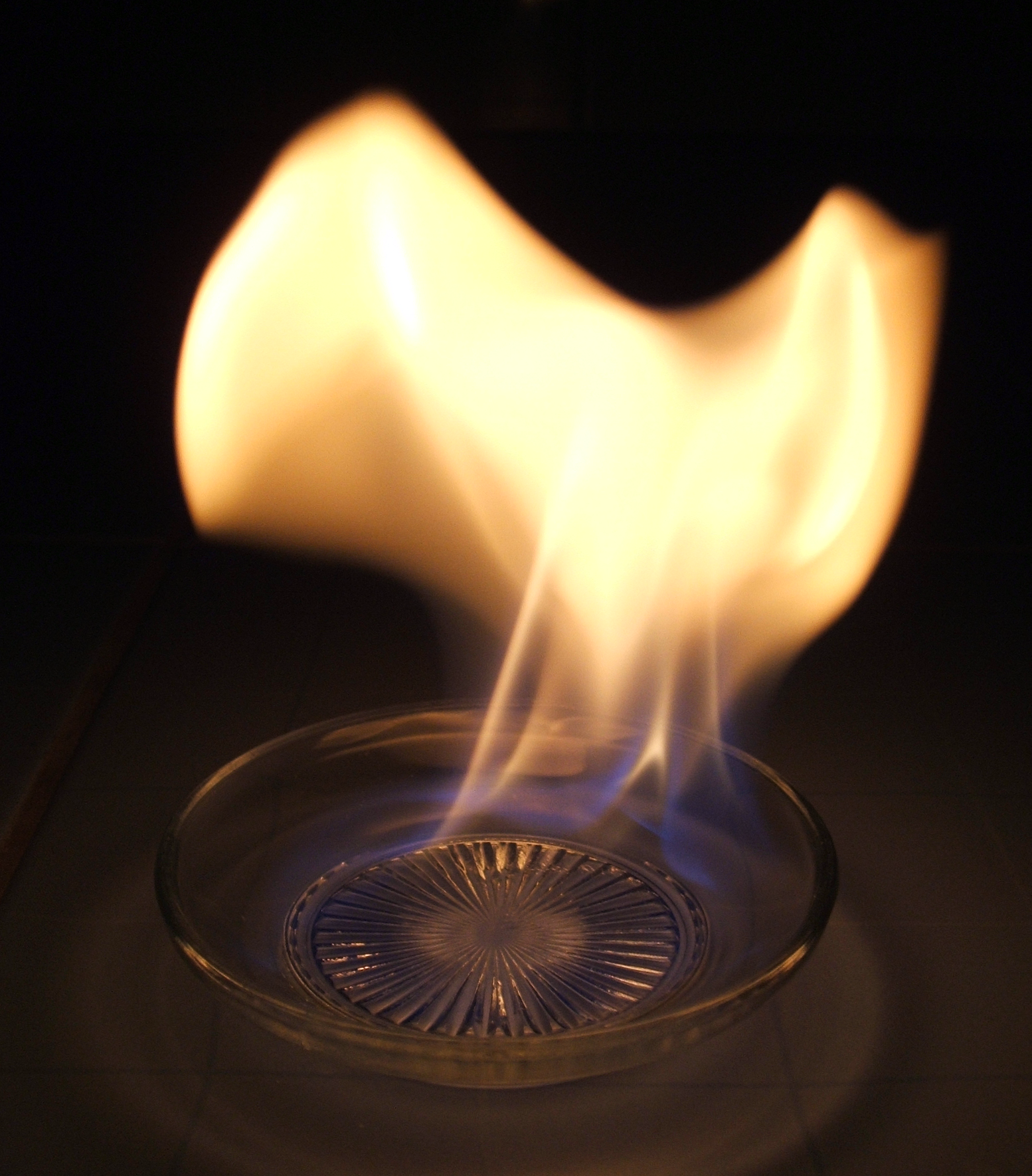
Flamme d'éthanol.

L'alcool à brûler est un mélange composé d'éthanol CH3–CH2-OH (à 90%) dénaturé au méthanol CH3OH. L'alcool à brûler est hautement toxique du fait de la présence de méthanol (en général 5 à 10 %).

## Usages
L'alcool à brûler peut être utilisé pour nettoyer les vitres et les surfaces plastiques. Il est également capable de détacher le vinyle, l'acrylique et différentes colles synthétiques.

## Dangers
L'alcool à brûler est la cause de nombreux accidents de barbecue ou feux domestiques, pouvant causer des brûlures profondes. Le danger vient de sa combustion donnant des flammes petites et peu visibles dans les tons bleus. Il est de plus très inflammable et volatil. L'accident le plus fréquent est le retour de flamme, par projection de ce liquide vers une source de chaleur, le jet entre en combustion et fait éclater la bouteille. Des allume-barbecues solides sous forme de cube (à tenir hors de portée des enfants, pour prévenir les risques d'ingestion) ou éventuellement des allume-barbecues liquides spécialement conçus pour cet usage sont à préférer.
Comme pour tout produit dangereux, le vendeur ou le distributeur est tenu de mettre à disposition une fiche de données de sécurité concernant l'alcool à brûler (conditions d'utilisation, de stockage, d'élimination, etc.).